# Fitz Roy
Fitz Roy (nazwa lokalna Cerro Chaltén) – szczyt w pobliżu wioski El Chaltén na południu Patagonii, na granicy chilijsko-argentyńskiej. Nazwa „Chaltén” wywodzi się z języka Indian Tehuelcze i znaczy „dymiąca góra”. Nazwa ta odnosi się do chmur często otaczających szczyt.
Gdy Francisco Moreno pierwszy raz zobaczył górę 2 marca 1877 r., nazwał ją Mount Fitz Roy, na cześć Roberta FitzRoya, kapitana HMS „Beagle”. Zrobił to też dlatego, że miejscowi Indianie wiele szczytów nazywali Chaltén.
Pierwszego wejścia dokonali w 1952 francuscy alpiniści Lionel Terray i Guido Magnone.
Pomimo raczej umiarkowanej wysokości bezwzględnej, góra ma ściany o wysokości do 2300 metrów i jest uważana za ciężkiego przeciwnika, wymagając dużych umiejętności technicznych oraz zaskakując zdradziecką pogodą.

## Odniesienie
Widok góry stanowi główny motyw w teledysku do utworu pt. „Corium” z płyty Wanderer z 2016, niemieckiej grupy muzycznej Heaven Shall Burn.

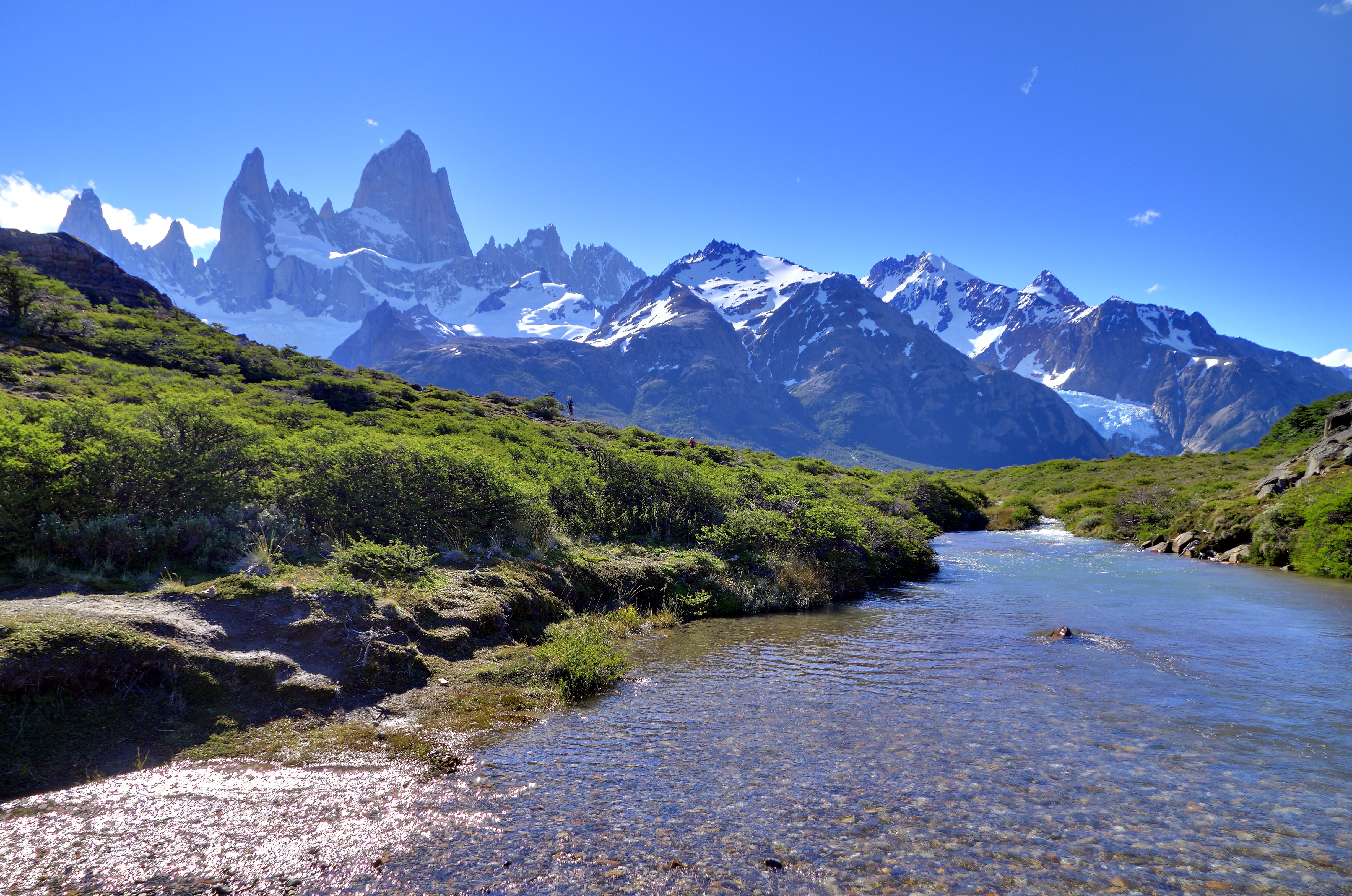
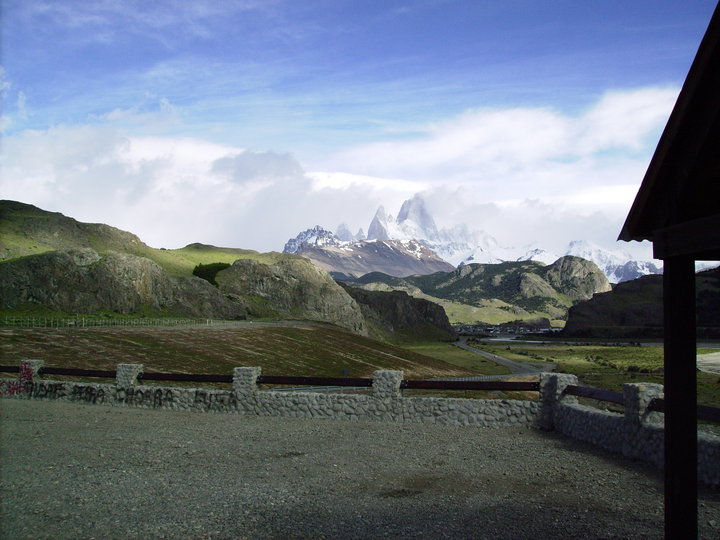
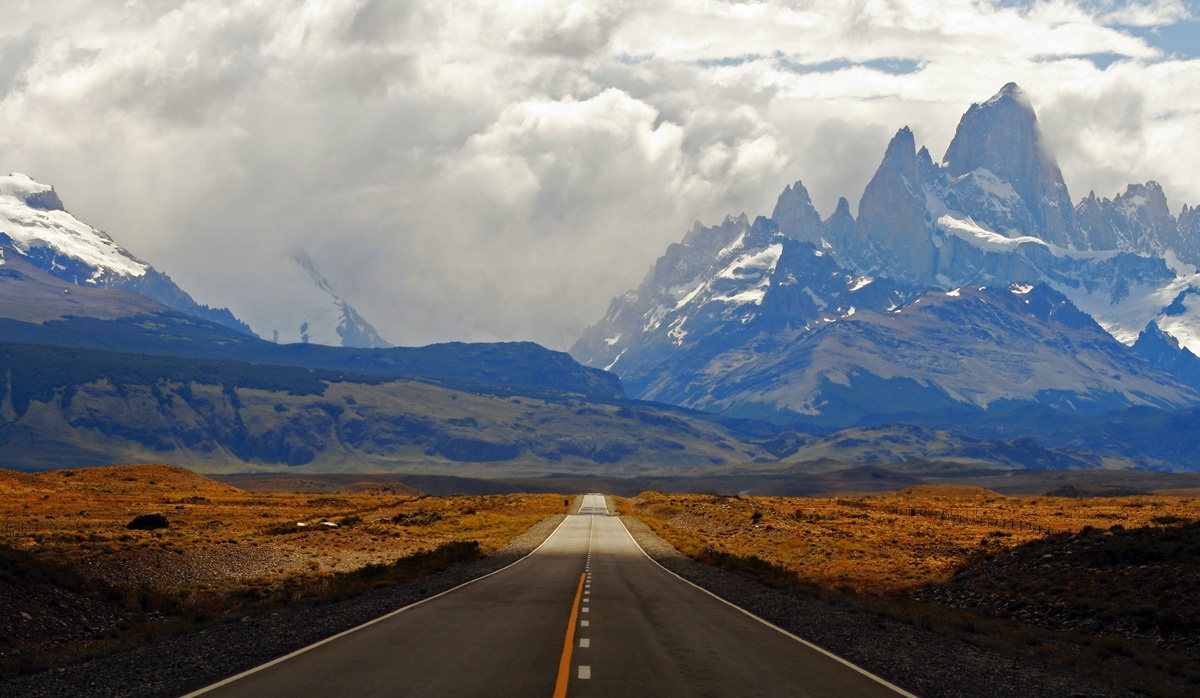
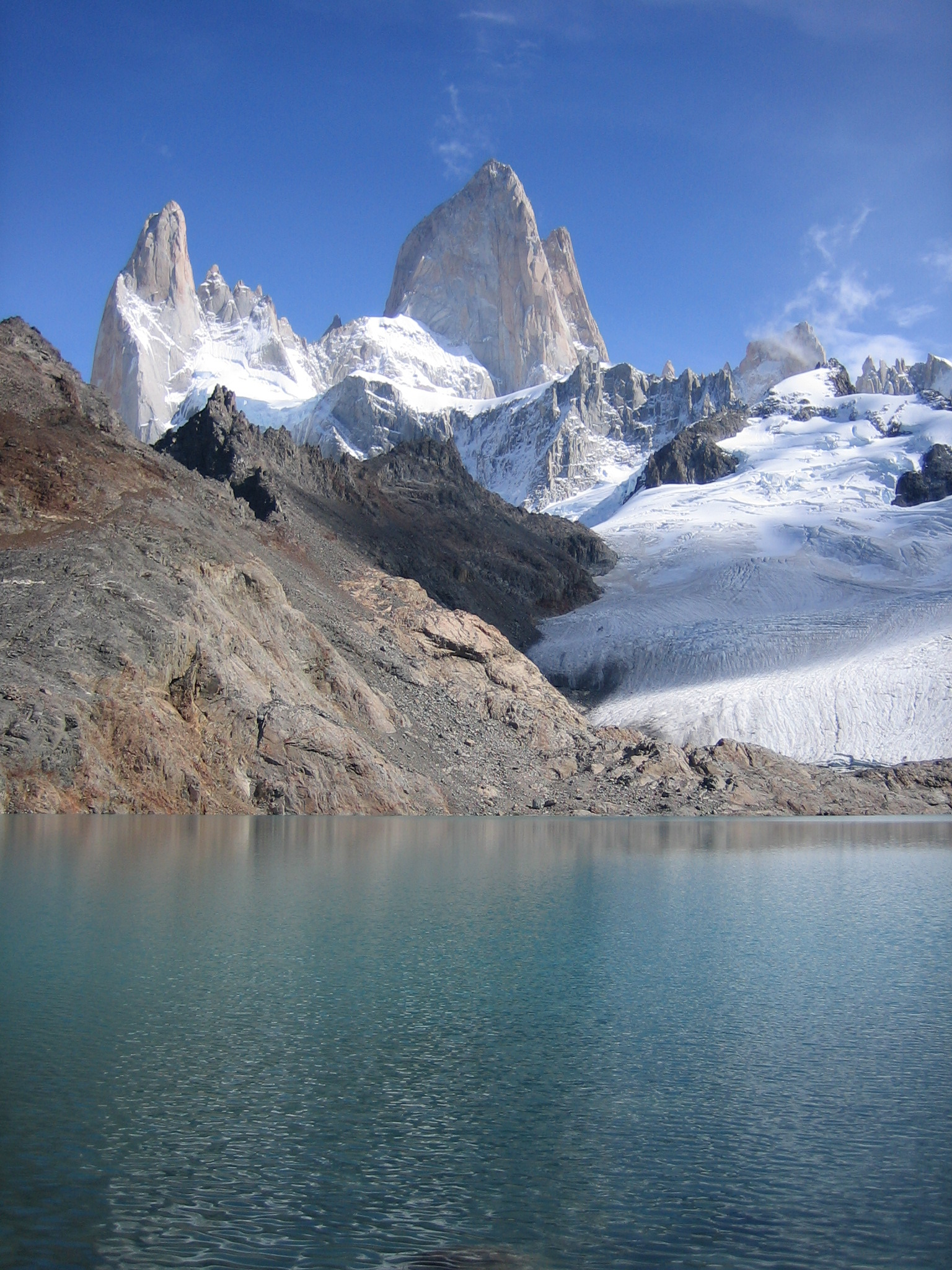